# Colonia Dolores
Colonia Dolores é uma comuna da província de Santa Fé, na Argentina.